# Hideki Makihara
Hideki Makihara (牧原 秀樹, Makihara Hideki), né en 1971, est un homme politique japonais, membre du parti libéral-démocrate.
En octobre 2024, il devient ministre de la Justice dans le gouvernement de Shigeru Ishiba.
Lors des élections législatives du 27 octobre 2024, il perd son siège dans la cinquième circonscription électorale de Saitama.

## Prises de position
Après avoir été nomme ministre de la Justice, Makihara déclare être opposé à l'abolition de la peine de mort.

## Rapports avec la secte Moon
Après l'assassinat de Shinzo Abe, lié à ses relations étroites avec la secte Moon, le parti libéral-démocrate demande à ses membres en septembre 2022 de déclarer tous leurs liens avec ce mouvement religieux. Pour différentes raisons, Makihara ne remplit pas de déclaration alors. En octobre 2024, après être devenu ministre de la Justice, il révèle avoir donné à plusieurs reprises des conférences à des réunions de l’Église de l'Unification ou de ses affiliées, et avoir été aidé depuis 2005 par un membre de la secte lors des élections.